# Елена Бонер
Елена Георгиевна Бонер (на руски: Елена Георгиевна Боннэр) е руска съветска лекарка (педиатърка), повече известна като общественичка.

## Биография
Родена е на 15 февруари 1923 г. в Мерв, Туркменистан, в семейството на арменец и еврейка, като малко по-късно е осиновена от арменския комунистически функционер Геворк Алиханян. През 1937 година родителите ѝ са арестувани, баща ѝ е екзекутиран, а майка ѝ прекарва дълги години в лагери.
През 1940 г. е мобилизирана и до края на Втората световна война служи като медицинска сестра и е ранявана неколкократно.
След войната Бонер следва и завършва медицина и работи като педиатър. От 60-те години участва в акции за защита на правата на политически репресирани. През 1972 г. се омъжва за ядрения физик Андрей Сахаров, което дава на двамата по-големи възможности за обществена дейност. През 80-те години са интернирани в затворения град Горки.
След края на комунистическия режим е остра критичка на Чеченската война и политиката на Владимир Путин. През 2006 г. заминава за Съединените щати, където живеят децата ѝ.
Елена Бонер умира в Бостън на 18 юни 2011 г.